# Villa Stein
Die Villa Stein wurde von Le Corbusier entworfen und im Jahr 1927 in Vaucresson, Frankreich, errichtet. Sie ist auch unter dem Namen Villa Stein-de Monzie bekannt.
Die Villa Stein wurde für Gabrielle de Monzie und für ihre Freunde Michael und Sarah Stein konstruiert. Laut Analysen des Architekten Colin Rowe weist die Villa Stein denselben Proportionsrhythmus auf, der der berühmten Villa Foscari, die von Andrea Palladio entworfen wurden, zu eigen ist. Gleichwohl unterscheidet sich die Villa Stein von der sogenannten „Malcontenta“ in ihrer Erscheinungsweise eindeutig. Ihr Grundriss ist asymmetrisch und die Fassade ist von horizontalen Bändern geprägt.